# Glenn Middleton
Glenn Middleton (Glasgow, Escocia, 1 de enero de 2000) es un futbolista escocés. Juega de extremo y su equipo es el Doncaster Rovers F. C. de la League One.

## Trayectoria
Nacido en Glasgow, Middleton de mudó con su familia a Northampton cuando aun era un niño. En Inglaterra, el jugador pasó por las inferiores del Northampton Town y el Norwich City, en este último club fue promovido al primer equipo en la temporada 2017-18, sin embargo no llegó a debutar.
Dirigido en las inferiores del Norwich por Graeme Murty, fichó con el Rangers de Escocia en enero de 2018 cuando el club contrató al entrenador. Debutó en Rangers el 12 de julio de 2018 en la victoria por 2-0 sobre el FK Shkupi por la Liga Europa. Disputó un total de 28 encuentros en su primera temporada.
Sus siguientes años en Rangers, el jugador fue enviado a préstamo al Hibernian, Bradford City y St Johnstone. Dejó el club al término de la temporada 2021-22.
En julio de 2022 firmó contrato con el Dundee United. Cuando este expiró después de tres temporadas, fichó por el Doncaster Rovers F. C., equipo inglés que acababa de ascender a la League One.

## Selección nacional
Middleton fue internacional juvenil por Escocia, incluida la selección sub-21.

## Clubes
| Club                              | País       | Año           |
| --------------------------------- | ---------- | ------------- |
| Norwich City F. C.                | Inglaterra | 2017-2018     |
| Rangers F. C.                     | Escocia    | 2018-2022     |
| Hibernian F. C. (préstamo)        | Escocia    | 2019          |
| Bradford City A. F. C. (préstamo) | Inglaterra | 2020          |
| St. Johnstone F. C. (préstamo)    | Escocia    | 2021-2022     |
| Dundee United F. C.               | Escocia    | 2022-2025     |
| Doncaster Rovers F. C.            | Inglaterra | 2025-presente |

## Palmarés

### Títulos nacionales
| Título          | Club                | País    | Año     |
| --------------- | ------------------- | ------- | ------- |
| Copa de Escocia | St. Johnstone F. C. | Escocia | 2020-21 |